# Alain Blondel
Alain Blondel (Le Petit-Quevilly, 7 dicembre 1962) è un ex multiplista francese, campione europeo di decathlon nel 1994 e bronzo indoor nell'eptathlon lo stesso anno.
Ai Giochi olimpici fu 6º a Seul 1988 e 15º a Barcellona 1992.

## Palmarès
| Anno | Manifestazione | Sede     | Evento    | Risultato | Punteggio |
| ---- | -------------- | -------- | --------- | --------- | --------- |
| 1994 | Europei        | Helsinki | Decathlon | Oro       | 8453      |
| 1994 | Europei indoor | Parigi   | Eptathlon | Bronzo    |           |

Altri risultati
- Giochi olimpici
  - Seul 1988: 6º
  - Barcellona 1992: 15º
- Campionati mondiali
  - Roma 1987: 7º
  - Tokyo 1991: 13º
  - Stoccarda 1993: 5º